# Alfred Fröhlich
Alfred Fröhlich (ur. 15 sierpnia 1871 w Wiedniu, zm. 22 marca 1953 w Cincinnati) – austriacki farmakolog i neurolog. Niezależnie od Józefa Babińskiego opisał zespół objawów związanych z guzem okolicy podwzgórzowo-przysadkowej, znany dziś jako zespół Babińskiego-Fröhlicha lub dystrofia tłuszczowo-płciowa.
Ukończył studia na Uniwersytecie Wiedeńskim w 1895 roku. W 1905 rozpoczął pracę na wydziale farmakologii Uniwersytetu Wiedeńskiego. Habilitował się z patologii doświadczalnej w 1906 i farmakologii w 1908 roku. W 1912 został profesorem nadzwyczajnym, a w 1923 profesorem tytularnym. Od 1919 do 1939 był profesorem farmakologii i toksykologii w Wiedniu, ale po inwazji Hitlera na Austrię wyemigrował do Stanów Zjednoczonych. Dołączył do May Institute of Medical Research przy Szpitalu Żydowskim w Cincinnati. gdzie kontynuował eksperymentalne badania nad ośrodkowym układem nerwowym.

## Prace
- Ein Fall von Tumor der Hypophysis cerebri ohne Akromegalie. Wiener klinische Rundschau 15: 833-836; 906-908 (1901)
- Taschenbuch der ökonomischen und rationellen Rezeptur. Berlin, 1921; 2. Auflage, Berlin–Wien, 1923.
- Pharmakologie des Centralnervensystems. [w:] Handbuch der normalen und pathologischen Physiologie. Band 10, Wien, 1927.
- Pharmakologie des vegetativen (autonomen) Nervensystems. [w:] Handbuch der normalen und pathologischen Physiologie. Band 10, Wien, 1927.
- Allgemein lähmende und erregbarkeitssteigernde Gifte. In: Handbuch der normalen und pathologischen Physiologie. Band 9, Wien, 1929.